# ワールド映画
ワールド映画株式会社（ワールドえいが）は、日本の映画会社である。2012年（平成24年）7月現在の活動は不明であるため、本項では、同社がもっとも活発に活動していた形跡がある1966年（昭和41年） - 1986年（昭和61年）の時期について詳述する。

## 略歴・概要
1965年（昭和40年）9月14日、レフ・サーコフ監督のソビエト映画『壮烈501戦車隊』を配給して公開したのが、ワールド映画の記録に残る最初の事業である。翌1966年（昭和41年）2月には、山下治を監督に、成人映画『初めての感触』を製作・配給している記録がある。製作については、同作ならびに同年3月に公開された遠藤由希夫監督の『人妻がもえるとき』は「センチュリー」という製作会社が製作した、とする資料も存在する。同年から1969年にかけて、ナオプロダクションの菜穂俊一がプロデューサーとして関与している作品については、実製作は同プロダクションが行なっていた。この時期にのちの映画監督の代々木忠が入社し、助監督を務め、同社の作品に出演していた女優の真湖道代と結婚している。
1967年（昭和42年）には、ピエトロ・ジェルミ監督の『ヨーロッパ式クライマックス』の製作に出資した記録がある。同作は、同年5月に行なわれた第20回カンヌ国際映画祭コンペティション部門に出品され、日本では、翌年1968年（昭和43年）4月27日にユナイト映画が配給している。
同社が成人映画のうちとくにいわゆるピンク映画を安定供給していたのは1966年（昭和41年）から1975年（昭和50年）までの9年間であり、1976年（昭和51年）上半期には作品はみられなくなった。この時期に記録にみられる監督は山下治のほか、小川欽也、奥脇敏夫、佐々木元、梅沢薫、秋山駿（津崎公平）、加奈沢史郎および小金井次郎、影山明文および名和三平（蔵田優）らである。
1977年（昭和52年）以降は、ピンク映画については製作のみで配給はミリオンフィルムが行い、おもにアメリカ映画やイタリア映画を配給するようになった。この時期にパスクァーレ・フェスタ・カンパニーレ監督の『ヒッチハイク』（1977年）、マーティン・バーク監督の『パワープレイ』（1978年）等の秀作を輸入配給している。『映画年鑑 1978』あるいは『映画年鑑 1984』によれば、取締役相談役を島田八洲直（1984年死去）が務めているが、島田はパラマウント映画、大映第一フィルム（副社長）、ニッポンシネマコーポレーション（1961年に合併して日本ヘラルド映画、現在の角川映画）でアメリカ映画やイギリス映画の輸入配給を多く手がけた人物である。取締役関東支社長を務めた内山武彦は、のちにニューセレクト（1973年創立）に移籍し常務取締役、専務取締役を歴任した。
1986年（昭和61年）1月、新東宝映画が配給して公開された宮嶋利明監督の『本番ミス18才 ひとみの体験』を製作して以降の記録がなく、1990年代後半の『映画年鑑』には社名も社長の人名も掲載されていない。同社社長の大野が社長を務める、劇場用映画の輸入やテレビ映画の製作を行なうワールドテレビジョンが、同社と同一の所在地に存在したが、その後、新宿区四谷に移転した。ワールドテレビジョンは、1999年（平成11年）にはギャガとともに『アタック・オブ・ザ・ジャイアント・ケーキ』を輸入提供したり、古くは1970年代、日活出身の丹野雄二のダックスインターナショナルと提携し『まんが世界昔ばなし』を製作した会社である。
2012年（平成24年）7月現在、東京国立近代美術館フィルムセンターは、同社の製作・配給した作品群のうち、影山明文が監督し、新東宝映画が配給した『緊縛変態集団』（1982年）、『獣色』（1984年）、『ザ・ベストONANIE』（1985年）の3作のみを所蔵している。作品の再評価については、山形国際ドキュメンタリー映画祭実行委員会が、2003年（平成15年）に『ベッドダンス』（監督奥脇敏夫、1967年）、『クライマックス』（監督奥脇敏夫、1968年）、『燃えたい女』 （同）、『好色 きんちゃく切りの女』（同）、『女は二度燃える』（同）、『OH! モーレツ ハレンチレポート』（監督杜野煌、1969年）を上映し、神戸映画資料館が、2011年（平成23年）に『燃えたい女』、『女は二度燃える』を上映している。アメリカ合衆国では、2006年（平成18年）にペイスファインダー・ホーム・エンタテインメントが、『昂奮』（監督奥脇敏夫、1968年）を Naked Pursuit のタイトルでDVD発売している。かつて同社本社が所在した「銀座8-10-8」は、かつて日本最初の映画会社であった吉沢商店の跡地（かつての京橋区南金六町13番地）である。

## 企業データ
- 所在地 : 東京都中央区銀座8-10-8 銀座8丁目10番ビル6階 （1977年、1984年）[1][2]
- 事業内容 : 映画の輸入・製作・配給事業
- 資本金 : 300万円 （1977年、1984年）[1][2]
- 代表者 : 大野豊 （1977年、1984年）[1][2]
- 役員 : 取締役 川名克樹、取締役相談役 島田八洲直 （1977年、1984年）[1]、取締役営業部長 山崎隆司、取締役関東支社長 内山武彦 （1984年）[2]
- 関西支社 : 大阪府大阪市北区堂島船大工町15（現在の同区堂島1-2-2） 堂栄ビル内 （1977年、1984年）[1][2]
- 関連会社 : ワールドテレビジョン （所在地同上 ⇒ 新宿区四谷3-11山一ビル6階）

参考
- 所在地 : 東京都大田区南馬込1-46-1 （2012年）[3]

## フィルモグラフィ
文化庁「日本映画情報システム」、および日本映画データベース、キネマ旬報映画データベースに掲載されている同社製作・配給作品の一覧である。輸入映画については日本公開順である。
1965年
- 『壮烈501戦車隊』На дорогах войны, The Path of War : 監督レフ・サーコフ、1958年 ソビエト連邦製作、1965年9月14日公開

1966年
- 『初めての感触』 : 監督山下治、出演山村美重、1966年2月公開 - 製作・配給
- 『人妻がもえるとき』 : 監督遠藤由希夫、出演大月玉代、1966年3月公開（映倫番号14399） - 製作・配給
- 『泣かされた女』 : 製作菜穂俊一、企画八野実、監督山下治、1966年3月成人映画指定 - 製作・配給
- 『処女の絶叫』 : 企画菜穂俊一、製作川崎寿二、監督山下治、出演山中淫子、製作双映、1966年5月成人映画指定 - 配給のみ
- 『初体験』 : 企画菜穂俊一、製作武田静也、監督山本晋也、出演菊村愛、1966年11月成人映画指定 - 製作・配給
- 『価値ある女』 : 監督山下治、出演火鳥こずえ、1966年12月成人映画指定 - 製作・配給

1967年
- 『手さぐり』 : 製作・企画菜穂俊一、監督小川欽也、出演松井康子、1967年3月成人映画指定 - 製作・配給
- 『泣きどころ』 : 製作菜穂俊一、監督小川欽也、出演火鳥こずえ、配給日映フィルム、1967年4月成人映画指定 - 製作
- 『処女ざくら』 : 企画・製作菜穂俊一、監督森脇敏夫（奥脇敏夫）、出演飛鳥公子、1967年4月成人映画指定 - 製作・配給
- 『女の味』 : 企画・製作菜穂俊一、監督奥脇敏夫、出演辰己のり子（辰巳典子）・谷ナオミ、配給日映企画、1967年7月公開 - 製作
- 『ネッキング』 : 企画菜穂俊一、監督奥脇敏夫、出演谷ナオミ、1967年8月公開 - 製作・配給
- 『ダブル・エッチ』 : 企画・製作菜穂俊一、監督奥脇敏夫、出演松井康子、1967年9月公開 - 製作・配給
- 『好色妻』 : 監督小川欽也、出演林美樹、1967年公開 - 製作・配給
- 『ベッドダンス（英語版）』 : 監督奥脇敏夫、出演清水世津・左京未知子・谷ナオミ、1967年公開 - 製作・配給[24]

1968年
- 『昂奮』 : 監督奥脇敏夫、出演青木マリ、1968年3月公開 - 製作・配給
- 『ヨーロッパ式クライマックス』L'immorale : 監督ピエトロ・ジェルミ、配給ユナイト映画、1968年4月27日公開 - 製作出資[12]
- 『女体開花』 : 監督奥脇敏夫、出演水咲陽子、1968年5月公開 - 製作・配給
- 『白い快感』 : 監督福田晴一、出演乱孝寿、1968年6月公開 - 製作・配給
- 『セックスの神秘』 : 監督山下治、1968年10月公開 - 製作・配給
- 『性の暴力』 : 監督奥脇敏夫、出演和泉栄子、1968年11月公開 - 製作・配給
- 『甘い初夜』 : 監督奥脇敏夫、1968年12月公開 - 製作・配給
- 『歓びのセックス』 : 企画・製作菜穂俊一、監督奥脇敏夫、出演真湖道代、1968年公開 - 製作・配給
- 『異常体験』 : 監督奥脇敏夫、出演水上乱子、1968年公開 - 製作・配給
- 『濡れた人妻』 : 監督奥脇敏夫、出演林美樹、1968年公開 - 製作・配給
- 『婦女惨殺!!』 : 監督小川欽也、出演辰巳典子、1968公開 - 製作・配給
- 『女の痙攣』 : 監督奥脇敏夫、出演水上リサ、1968年公開 - 製作・配給
- 『激しい愛撫』 : 監督山下治、1968年公開 - 製作・配給
- 『クライマックス』 : 監督奥脇敏夫、1968年公開 - 製作・配給[25]
- 『女は二度燃える』 : 監督奥脇敏夫、出演香取環、1968年公開 - 製作・配給[24]

1969年
- 『恋の乙女川』 : 監督市村泰一、出演橋幸夫、配給松竹、1969年1月11日公開 - 日本ビクターと提携製作
- 『甘い行為』 : 監督奥脇敏夫、出演真湖道代、1969年2月公開 - 製作・配給
- 『軽犯罪法第一条二十三項 覗きの罪』 : 監督奥脇敏夫、1969年3月公開 - 製作・配給
- 『燃えたい女』 : 企画・製作菜穂俊一、監督奥脇敏夫、出演火鳥こずえ、1969年4月公開 - 製作・配給
- 『痴漢魔』 : 監督奥脇敏夫、1969年6月公開 - 製作・配給
- 『好色 きんちゃく切りの女』 : 企画・製作菜穂俊一、監督奥脇敏夫、出演馬場敬子、1969年7月公開 - 製作・配給
- 『OH! モーレツ ハレンチレポート』 : 監督杜野煌、1969年1月公開 - 製作・配給
- 『盛り妻』 : 企画・製作菜穂俊一、監督奥脇敏夫、出演真湖道代・白川和子、1969年11月公開 - 製作・配給
- 『女犯』 : 監督奥脇敏夫、1969年12月公開 - 製作・配給
- 『色ざんげ おいろけ祈祷師』 : 監督杜野煌、1969年公開 - 製作・配給

1970年
- 『東京⇔パリ 青春の条件』 : 監督斎藤耕一、出演橋幸夫、配給松竹、1970年3月18日公開 - 製作

1971年
- 『女高生危険な遊び』 : 監督佐々木元、1971年1月公開 - 製作・配給
- 『日本犯罪史さわり魔』 : 監督梅沢薫、1971年2月公開 - 製作・配給
- 『寝こみ百態』 : 監督佐々木元、1971年3月公開 - 製作・配給
- 『素肌が濡れるとき』 : 監督梅沢薫、1971年4月公開 - 製作・配給
- 『戦後売春地 夜の生態』 : 監督佐々木元、1971年5月公開 - 製作・配給
- 『偽産婦人科医』 : 監督秋山駿（津崎公平[15]）、1971年6月公開 - 製作・配給
- 『性教育肌あわせ』 : 監督佐々木元、出演杉村久美、1971年7月公開 - 製作・配給
- 『女はつらいよ 色情篇』 : 監督佐々木元、1971年8月公開 - 製作・配給
- 『処女開花』 : 監督秋山駿、出演杉村久美、1971年9月公開 - 製作・配給
- 『性の求道者』 : 監督秋山駿、出演真湖道代、1971年10月公開 - 製作・配給
- 『エロだらけの一生』 : 監督秋山駿、出演久保新二、1971年11月公開 - 製作・配給
- 『未亡人の祭典』 : 監督秋山駿、1971年12月公開 - 製作・配給

1972年
- 『強烈!性を好む女』 : 監督佐々木元、出演宮下順子、配給大蔵映画、1972年1月公開 - 製作
- 『幼い性と熟した性』 : 製作渡辺護、監督稲尾実、出演宮下順子、1972年2月公開 - 製作・配給
- 『初夜の記録 みだらな夫婦』 : 監督加奈沢史郎、1972年3月公開 - 製作・配給
- 『祇園寝物語 京娘の初夜』 : 監督佐々木元、1972年3月公開 - 製作・配給
- 『けだもの美女』 : 監督加奈沢史郎、出演宮下順子、1972年5月公開 - 製作・配給
- 『若妻女ざかり』 : 監督小金井次郎、出演杉村久美、1972年6月公開 - 製作・配給
- 『処女悩殺』 : 監督小金井次郎、出演東祐里子、1972年7月公開 - 製作・配給
- 『女は愛に濡れる』 : 企画・製作菜穂登、監督小金井次郎、出演泉ユリ、1972年8月公開 - 製作・配給
- 『性豪おんな競べ』 : 監督加奈沢史郎、出演泉ユリ、1972年9月公開 - 製作・配給
- 『感泣の絶叫』 : 監督小金井次郎. 出演泉ユリ、1972年10月公開 - 製作・配給
- 『欲情七つ道具』 : 監督加奈沢次郎（加奈沢史郎）、出演東祐里子、1972年11月公開 - 製作・配給
- 『第3の色魔』 : 監督小金井次郎、1972年12月公開 - 製作・配給

1973年
- 『人妻デート地帯』 : 監督加奈沢史郎、1973年2月公開 - 製作・配給
- 『エロチック教室』 : 監督小金井次郎、出演東祐里子、1973年3月公開 - 製作・配給
- 『絶倫の秘戯』 : 監督加奈沢史郎、出演千葉未知、1973年4月公開 - 製作・配給
- 『性衝動の告白』 : 監督影山明文、1973年5月公開 - 製作・配給
- 『色情卍巴』 : 監督影山明文、1973年6月公開 - 製作・配給
- 『実録女のエロス』 : 監督影山明文、1973年7月公開 - 製作・配給
- 『若妻の性処理』 : 監督影山明文、1973年8月公開 - 製作・配給
- 『にっぽんセックス地帯』 : 監督影山明文、1973年9月公開 - 製作・配給
- 『処女喪失絵日記』 : 監督影山明文、1973年10月公開 - 製作・配給
- 『人妻爛熟』 : 監督影山明文、1973年11月公開 - 製作・配給
- 『性宴五人妻』 : 監督影山明文、1973年12月公開 - 製作・配給

1974年
- 『恍惚の代理妻』 : 監督影山明文、出演岡田綾子・津田和世、1974年1月公開 - 製作・配給
- 『好色性教育』 : 監督影山明文、出演宮圭子、1974年2月公開 - 製作・配給
- 『人妻セックス開眼』 : 監督影山明文、出演宮圭子、1974年3月公開 - 製作・配給
- 『浮気百態』 : 監督影山明文、出演宮圭子、1974年4月公開 - 製作・配給
- 『女体の裏表』 : 監督影山明文、出演宮圭子、1974年5月公開 - 製作・配給
- 『女獣ドラゴン好色勝負』 : 監督影山明文、1974年7月公開 - 製作・配給
- 『牝獣の体臭』 : 監督影山明文、出演真湖道代、1974年9月公開 - 製作・配給
- 『成熟妻の童貞破り』 : 監督影山明文、1974年11月公開 - 製作・配給
- 『処女が濡れるとき』 : 監督影山明文、出演宮圭子、1974年11月公開 - 製作・配給

1975年
- 『三人の浮気妻』 : 監督影山明文、出演茜ゆう子、配給大蔵映画、1975年1月18日公開 - 製作
- 『飢えた牝猫』: 監督影山明文、出演茜ゆう子、1975年3月公開 - 製作・配給
- 『性仁義』 : 監督影山明文、出演茜ゆう子、1975年5月13日公開 - 製作・配給
- 『女子学生と性獣』 : 監督影山明文、出演茜ゆう子、配給大蔵映画、1975年6月13日公開 - 製作
- 『金色性魔』 : 監督影山明文、出演大原恵子、配給大蔵映画、1975年7月15日公開 - 製作
- 『潮風のささやき』Lejonet och jungfrun, The Lion & The Virgin : 監督ラルス・マグヌス・リンドグレン（英語版）、1975年 スウェーデン製作、1976年9月18日公開
- 『好色乱れ舞い』 : 監督影山明文、出演泉ユリ、1975年9月16日公開 - 製作・配給
- 『めす男の派出婦』 : 監督影山明文、出演吉田理恵、配給大蔵映画、1975年9月26日公開 - 製作
- 『濡れた肉体』 : 監督名和三平（影山明文[16]）、出演深沢ジュン（深見じゅん）、配給大蔵映画、1975年11月9日公開 - 製作
- 『好色アパート花盛り』 : 監督名和三平、出演深見ジュン（深見じゅん）、1975年11月28日公開 - 製作・配給

1976年
- 『淡路島性のうず潮』 : 監督名和三平、出演大原恵子、配給大蔵映画、1976年7月8日審査（映倫番号18789）、1976年8月10日公開 - 製作[14]
- 『母と娘 禁じられた性戯』 : 監督名和三平、出演中野リエ、配給大蔵映画、1976年7月20日審査（映倫番号18805）、1976年8月21日公開 - 製作[14]
- 『成熟妻と未熟亭主』 : 監督名和三平、出演茜ゆう子、配給大蔵映画、1976年8月20日審査（映倫番号18831）、1976年10月1日公開 - 製作[14]
- 『牝獣の遍歴』（『生獣の遍歴』） : 監督名和三平、出演茜ゆう子、配給大蔵映画、1976年9月30日審査、1976年10月22日公開 - 製作[14]
- 『新妻の性秘密』 : 監督名和三平、出演原悦子、配給大蔵映画、1976年10月12日審査（映倫番号18885）、1976年11月12日公開 - 製作[14]
- 『(秘)邪淫修道尼』 : 監督名和三平、出演原悦子、配給大蔵映画、1976年11月26日審査（映倫番号18940）、1976年12月4日公開 - 製作[14]
- 『姦通(卍)くずし』 : 監督蔵田優（影山明文[14]）、出演原悦子、配給ミリオンフィルム、1976年10月12日審査（映倫番号18884）、1976年12月7日公開 - 製作[14]
- 『暴走痴漢車性旅行』 : 監督名和三平、出演長友達也・原悦子、配給大蔵映画、1976年12月24日審査（映倫番号18967）、1976年12月26日公開 - 製作[14]

1977年
- 『セックス・ゼミ 夢魔のうめき』（『セックスゼミ・ポルノ色布団』） : 監督蔵田優、出演原悦子、配給ミリオンフィルム、1976年11月18日審査（映倫番号18922）、1977年1月公開 - 製作[14]
- 『ピンク性狂宴』 : 監督名和三平、出演原悦子、配給大蔵映画、1976年12月28日審審査（映倫番号18976）、1977年2月22日公開 - 製作[14]
- 『性技乱れ咲き』 : 監督名和三平、出演沢木ミミ、配給大蔵映画、1977年1月10日審審査（映倫番号18981）、1977年3月15日公開 - 製作[14]
- 『モーレツ女 新婚性地獄』（『モーレツ女の新婚性地獄』） : 監督蔵田優、出演原悦子、配給ミリオンフィルム、1977年2月4日審査（映倫番号19006）、1977年3月公開 - 製作[14]
- 『課外(秘)売春』: 監督蔵田優、出演三須亀子、配給ミリオンフィルム、1977年4月公開 - 製作
- 『ビッグ・マグナム77』A special magnum for Tony Saitta, Blazing Magnum : 監督マーティン・ハーバート（アルベルト・デ・マルティーノ（英語版））、1976年 アメリカ合衆国/ イタリア製作、1977年5月28日公開
- 『暴行ポルノ 虐る』: 監督蔵田優、出演杉佳代子、配給ミリオンフィルム、1977年11月公開 - 製作

1978年
- 『残酷性春 ムレムレ四畳半』: 監督蔵田優、出演沢木ミミ、配給ミリオンフィルム、1978年6月公開 - 製作
- 『星になった少年』Gli ultimi angeli, Last Angel : 監督エンツォ・ドリア（ドイツ語版）、1977年 イタリア製作、1978年6月3日公開
- 『ヒッチハイク』 Hitch-Hike : 監督パスクァーレ・フェスタ・カンパニーレ、1977年 アメリカ合衆国製作、1978年11月公開
- 『ハイローリング』 High-Ballin' : 監督ピーター・カーター、1977年 カナダ製作、1978年12月2日公開（ビデオ題『コンボイクラッシュ』）

1979年
- 『デビルズ・ゾーン』 Tourist Trap : 監督デビッド・シュモーラー（英語版）、1978年 アメリカ合衆国製作、1979年5月12日公開
- 『パワープレイ』 Power Play : 監督マーティン・バーク（英語版）、1978年 イギリス製作、1979年11月17日公開

1980年
- 『レディバニッシュ 暗号を歌う女』 The Lady Vanishes : 監督アンソニー・ペイジ（英語版）、1979年 イギリス、1980年3月1日公開
- 『バン・バニング・バン』 Van Nuys Blvd. : 監督ウィリアム・サックス、1979年 アメリカ合衆国製作、1980年6月28日公開

1982年
- 『薔薇と海と太陽と』 : 監督松浦康治、出演長友達也、配給東映セントラルフィルム、1982年12月11日公開 - 製作
- 『緊縛変態集団』（『鞭で本番』）: 監督影山明文、出演立花ゆう、配給新東宝映画、1982年12月公開 - 製作（フィルムセンター所蔵）[7]

1984年 - 1986年
- 『獣色』（『田口ゆかり 鎖と牝犬』）: 監督影山明文、出演田口ゆかり、配給新東宝映画、1984年5月公開 - 製作（フィルムセンター所蔵）[7]
- 『ザ・ベストONANIE』: 監督影山明文、出演河井憂樹、配給新東宝映画、1985年2月公開 - 製作（フィルムセンター所蔵）[7]
- 『本番ミス18才 ひとみの体験』: 監督宮嶋利明、出演橘恵美子、配給新東宝映画、1986年1月公開 - 製作

2005年
- 『心の杖として鏡として』 : 監督萩原磨、製作心の杖として鏡として製作委員会/プロダクション135/ワールド映画、配給心の杖として鏡として製作委員会、2005年12月17日公開 - 共同製作